# Moritz Hermann von Jacobi

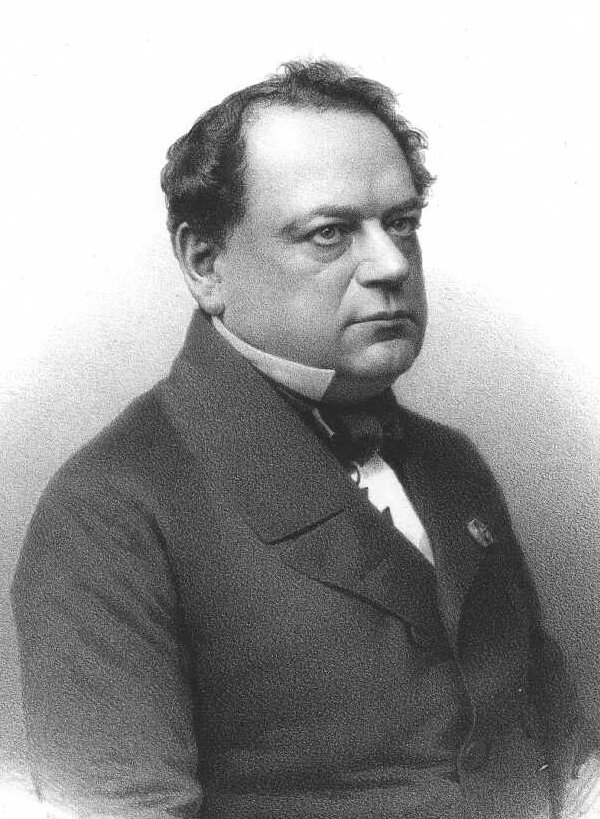
Moritz Hermann Jacobi

Moritz Hermann von Jacobi (9. Septemberjul. / 21. September 1801greg. in Potsdam; † 27. Februarjul. / 11. März 1874greg. in Sankt Petersburg) war ein deutscher und russischer Physiker und Ingenieur. Er entwickelte den ersten praxistauglichen Elektromotor und das erste elektrisch angetriebene Boot (Das Jacobi-Boot).

## Leben

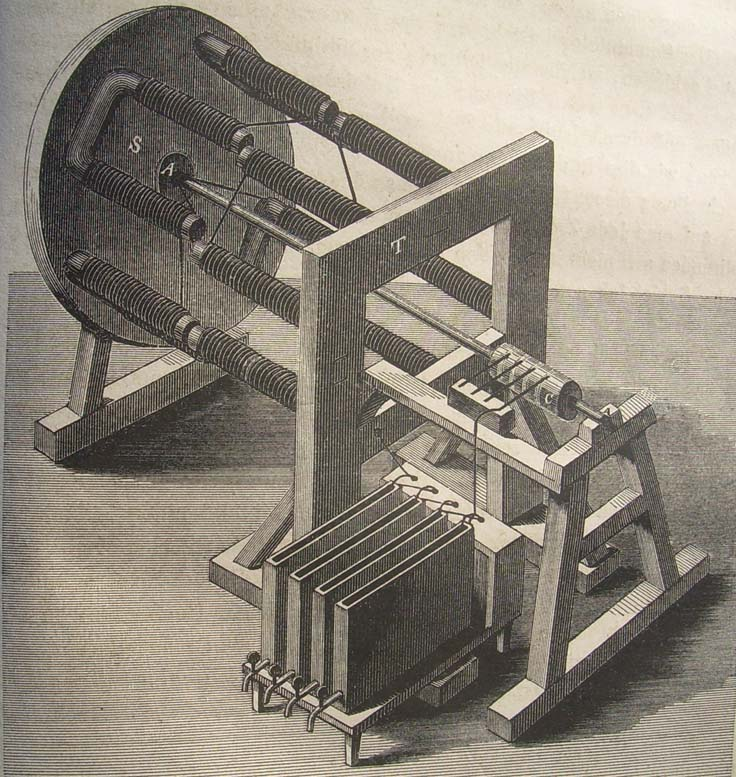
Gleichstrommotor nach Jacobi

Moritz Hermann von Jacobi war ein Bruder des Mathematikers Carl Gustav Jacob Jacobi. Jacobi wurde zunächst Baumeister in Königsberg, ehe er 1835 als Professor der zivilen Baukunst nach Dorpat ging. 1837 wurde er bereits nach Sankt Petersburg berufen und wurde dort 1839 Adjunkt.
1842 wurde Jacobi zum außerordentlichen und 1847 zum ordentlichen Mitglied der dortigen Akademie der Wissenschaften gewählt. Er wurde kurz darauf auch russischer Staatsrat. Seit 1853 war er auch Mitglied der römischen Accademia dei Lincei, seit 1859 korrespondierendes Mitglied der Preußischen Akademie der Wissenschaften, seit 1864 korrespondierendes Mitglied der Göttinger Akademie der Wissenschaften und seit 1867 assoziiertes Mitglied der Académie royale des Sciences, des Lettres et des Beaux-Arts de Belgique.
Seinen Ruf begründete Jacobi insbesondere durch seine Erfindung der Galvanoplastik (1837) und der Anwendung des Elektromagnetismus zur Bewegung von Maschinen und Fahrzeugen. Seinen ersten technisch entwicklungsfähigen Gleichstrommotor entwarf er im Jahr 1834. Am 13. September 1838 fuhr auf der Newa in Sankt Petersburg ein Elektroboot, das von einem Jacobi-Motor mit einer Leistung von 220 W angetrieben wurde und mit ca. 2,5 km/h eine 7,5 km lange Strecke zurücklegte. 1839 konnte er die mechanische Leistung seines Motors auf 1 kW erhöhen und erreichte mit dem Boot dann Geschwindigkeiten bis etwa 4 km/h.
Jacobi entwickelte neuartige Seeminen mit galvanischen bzw. induktiven Zündern und initiierte die Bildung von galvanischen Kommandos in der Sappeur-Truppe der Kaiserlich Russischen Armee.
Auch stellte er seit 1850 in großem Maßstab Versuche mit Bogenlampen an, und nach ihm ist die Jacobische Knallgaseinheit, eine um 1900 benutzte Maßeinheit des Stromes, benannt.

## Familie
Er heiratete 1836 in Dorpat Anna Grigorjewna Kochanowskaja († 1897). Das Paar hatte die Kinder
- Wladimir Borissowitsch Jacobi, russisch Владимир Борисович Якоби (1836–1884), Oberstleutnant und Erfinder[5] und
- Nikolai Borissowitsch Jacobi, russisch Николай Борисович Якоби (1839–1902), russischer Wirklicher Staatsrat und Richter[6]

## Schriften
- Die Galvanoplastik, oder das Verfahren cohärentes Kupfer in Platten oder nach sonst gegebenen Formen, unmittelbar aus Kupferauflösungen auf galvanischen Wege zu produciren. Eggers, Sankt Petersburg 1840, (Digitalisat).
- Mémoire sur l’application de l’Électro-Magnétisme au Mouvement des Machines. Riegel, Potsdam 1835, (Digitalisat).